# الوضع الراهن (فلم)
الوضع الراهن (بالإنجليزية: Quo Vadis) هو فيلم ملحمي تم إنتاجه في الولايات المتحدة وصدر في سنة 1951.

## بطولة
- ديبورا كير

## الميزانية والإيرادات
بلغت تكلفة إنتاج الفيلم حوالي 7,623,000 دولار بينما حقق أرباحا تقدر بـ 21,037,000 دولار.

### ترشيحات وجوائز
| السنة | الحدث  | الفئة     | النتيجة |
| ----- | ------ | --------- | ------- |
|       | أوسكار | أفضل فيلم | ترشـيـح |

## وصلات خارجية
- الوضع الراهن على موقع IMDb (الإنجليزية)
- الوضع الراهن على موقع ميتاكريتيك (الإنجليزية)
- الوضع الراهن على موقع الموسوعة البريطانية (الإنجليزية)
- الوضع الراهن على موقع روتن توميتوز (الإنجليزية)
- الوضع الراهن على موقع نتفليكس (الإنجليزية)
- الوضع الراهن على موقع قاعدة بيانات الأفلام العربية
- الوضع الراهن على موقع ألو سيني (الفرنسية)
- الوضع الراهن على موقع Turner Classic Movies (الإنجليزية)
- الوضع الراهن على موقع أول موفي (الإنجليزية)
- الوضع الراهن على موقع بوكس أوفيس موجو (الإنجليزية)

1. ↑  وصلة مرجع: http://stopklatka.pl/film/quo-vadis-1951. الوصول: 18 أبريل 2016.
2. ↑  وصلة مرجع: http://www.imdb.com/title/tt0043949/. الوصول: 18 أبريل 2016.
3. ↑  وصلة مرجع: http://www.allocine.fr/film/fichefilm_gen_cfilm=44210.html. الوصول: 18 أبريل 2016.